# Museo civico di storia naturale di Comiso
Il Museo civico di storia naturale di Comiso è istituito nel 1991 presso l’edificio dell'ex scuola d'arte in via degli Studi, a Comiso, nel libero consorzio comunale di Ragusa, si estende su una superficie di 1500 mq. con la sezione paleontologica e zoologica. Un grande patrimonio culturale e scientifico rappresentato da oltre 30.000 reperti di fossili di varie ere geologiche, da numerosi preparati zoologici, da circa 2000 animali terrestri e marini naturalizzati, da diversi preparati osteologici e la più importante collezione cetologica del meridione d'Italia.
Oltre 10.000 reperti fossili appartengono alla Collezione paleontologica privata "G. Insacco" ed altri reperti fossili e zoologici sono stati recuperati a seguito di missioni compiute dal personale del museo, oppure donati da diverse ditte benefattrici o da privati collezionisti.